# 聖方濟愛德小學
聖方濟愛德小學（英語：St. Francis of Assisi's Caritas School）是香港九龍一所資助男女天主教小學，位於石硤尾，於1962年創立，校訓為「愛主愛人，服務社群，愛大自然」。此小學由開校到1999年的一段時間是一所半日制小學，並與聖方濟各英文小學共用校舍，於1999年9月遷往石硤尾南昌街221號，並轉為全日制小學。於2010年11月再遷到石硤尾偉智街7號。

## 校政管理
歷任校監
- 韓崇禮 神父[3]
- 陳德雄 神父[4]
- 葉成標 先生
- 譚永明 神父
- 趙潔文女士

歷任校長
- 麥學暉 女士[3]
- 陳傑楹 女士[4]
- 姚芬 女士
- 王澤純 女士

## 學校的變遷
此校當初創校時是一所中文半日制小學，當時的校名為聖方濟各英文小學下午中文部。後來，聖方濟各英文小學下午中文部正式改名為聖方濟愛德小學，由一所以中文為主要教學語言的小學改為以中英文作为主要教學語言的小學，並由半日制轉為全日制。

## 其他資料
- 一至三年級是普教中，而四至六年級則是粵教中。一至六年級都會分別上英文課以及外籍英文老師課。[5]
- 此外，此校和長沙灣天主教英文中學有聯繫，因此每年有大約25%的小六學生升讀該名中學[6]。

## 升中派位
- 除長沙灣天主教英文中學和該校有聯繫外，該校學生畢業後多升讀德雅中學、寶血會上智英文書院、聖母玫瑰書院、中華基督教會銘賢書院、香港四邑商工總會黃棣珊紀念中學、瑪利諾神父教會學校等鄰近地區的中學[7]，成績比較差的學生則多半升讀東華三院張明添中學、匯基書院、路德會協同中學以及惠僑英文中學，而且多年來都平均每隔一年就有人升讀九龍華仁書院以及聖芳濟書院[註 2]。舊時，英華女學校和喇沙書院均是該校學生常升讀的中學之一，不過自從英華女學校由深水埗臨時校舍再一次搬回去中西區羅便臣道原校舍之後就很少學生升讀該中學，而喇沙書院也從千禧年代開始減少收該校校生[5]。至2010年度開始，平均每隔兩年便有學生升上聖公會林護紀念中學[5]。

## 學校爭議

### 校內飲水機鉛超標
於2015年，該校校內的三個飲水機，被驗出鉛超標，其中一個更超出二十多倍。該校指早已替飲水機安裝濾水器，唯仍未能成功過濾鉛。為免飲水機對學生的健康造成危險，時任校長姚芬表明會安裝新濾水器。

### 小六學生企跳事件
於2019年1月3日早上12時14分左右，警方接報，指該校一名小六男學生疑似企圖跳樓自殺。據說是因為該名學生做功課速度慢，而學校每天都最少要做五至六份功課，有時候更多達十多樣功課，導致多次欠交功課，而該校校規列明如果欠交功課多於三次就要記缺點、五次會被記名、而十次即需記過，使到那名學生因為害怕被記過而選擇跳樓。最後，老師和社工勸阻下，該學生明白自己是一時衝動才這樣做，最終沒有跳樓。該學校的功課壓力因此被外界重視。

## 著名校友
- 森美：香港男藝人
- 陸詩韻：香港藝人及演員
- 陳卓賢：MIRROR成員之一、唱作歌手、演員、前香港男子排球代表
- 蘇嘉諾：香港青華排球隊主攻[11]、香港女子成年排球代表隊訓練員[12]、同時也是該校現任排球隊主教練
- 陳禛彌（原名陳珍妮）：前香港新聞主播
- 張志明：現無綫電視非戲劇節目監製及經理
- 黃偉文：香港填詞人

## 資料來源
https://sfacs.edu.hk （页面存档备份，存于）